# Agrypon operophterae
Agrypon operophterae är en stekelart som beskrevs av Dasch 1984. Agrypon operophterae ingår i släktet Agrypon och familjen brokparasitsteklar. Inga underarter finns listade i Catalogue of Life.